# Jean Chassagne

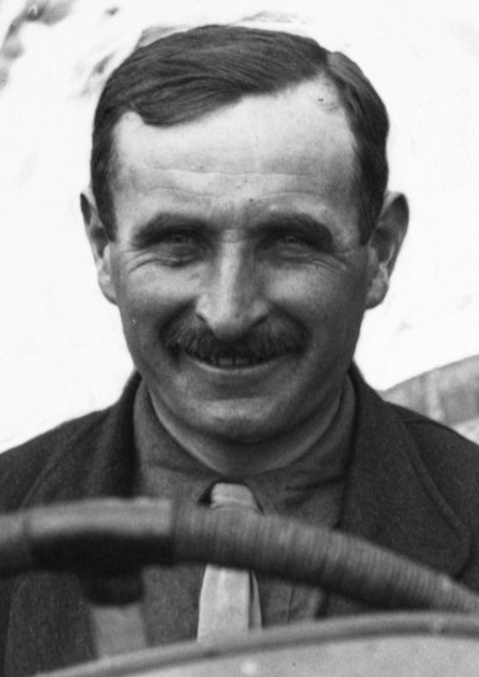

Jean Chassagne (La Croisille-sur-Briance (Haute-Vienne), 26 juli 1881 – aldaar, 13 april 1947), was een Franse coureur en een van de Bentley Boys. Hij reed onder andere mee in de 24 uur van Le Mans in een Bentley 4½ Litre.